# دیمیتری دمیتریف
دیمیتری دمیتریف (انگلیسی: Dmitri Dmitrijev؛ زادهٔ ۱۷ ژوئن ۱۹۸۲)  سیاستمدار و نماینده سابق مجلس اهل استونی است.